# Coppa Intercontinentale 1966 (calcio)
La Coppa Intercontinentale 1966 è stata la settima edizione del trofeo riservato alle squadre vincitrici della Coppa dei Campioni e della Coppa Libertadores.

## Avvenimenti
Dopo 6 anni si ritrovano di fronte gli uruguaiani del Peñarol e gli spagnoli del Real Madrid. Nella gara d'andata, allo Stadio del Centenario di Montevideo, la compagine giallonera vince per due reti a zero, grazie alla doppia marcatura dell'ecuadoriano Spencer, punendo la tattica troppo attendista impostata dagli spagnoli. La squadra di Máspoli replica il successo anche al Bernabéu mostrando un gioco lento ma ben organizzato, imponendosi ancora una volta per 2-0, stavolta con un calcio di rigore di Rocha e un gol ancora di Spencer., nonostante gli assalti iniziali da parte della squadra madridista.
Nel 2017, la FIFA ha equiparato i titoli della Coppa del mondo per club e della Coppa Intercontinentale, riconoscendo a posteriori anche i vincitori dell'Intercontinentale come detentori del titolo ufficiale di "campione del mondo FIFA", inizialmente attribuito soltanto ai vincitori della Coppa del mondo per club.

## Tabellino

### Andata
| Arbitro: | Vicuña |

| |            | |
| Spencer 12’, 74’ | Marcatori  | |
| Mazurkiewicz 1 P Lezcano 2 D Varela 3 D González 4 D Forlán 5 C Gonçálvez 6 C Abbadie 7 A Cortés 8 A Spencer 9 A Rocha 10 A Joya 11 A | Formazioni | · P 1 Betancort · D 2 Pachín 68’ · D 3 de Felipe · D 4 Sanchis · C 5 Félix Ruiz · C 6 Zoco · A 7 Serena · A 8 Amancio · A 9 Pirri · A 10 Velázquez · A 11 Manolín |
| Máspoli | Allenatori | Muñoz |

### Ritorno
| Arbitro: | Lo Bello |

| |            | |
| | Marcatori  | 30’ (rig.) Rocha 41’ Spencer |
| Betancort 1 P Calpe 2 D de Felipe 3 D Sanchis 4 D Pirri 5 C Zoco 6 C Serena 7 A Amancio 8 A Grosso 9 A Velázquez 10 A Gento 11 A | Formazioni | P 1 Mazurkiewicz D 2 Lezcano D 3 Varela D 4 González C 5 Caetano C 6 Gonçálvez A 7 Abbadie A 8 Cortés A 9 Spencer A 10 Rocha A 11 Joya |
| Muñoz | Allenatori | Máspoli |